# Abrahám Galičský
Abrahám Galičský (? - 20. července 1375) byl přepodobný Ruské pravoslavné církve.

## Život
Abrahám žil v 14. století. Zpočátku žil mezi bratry nižněnovgorodského pečerského monastýru a poté se přestěhoval do Trojického monastýru k přepodobnému Sergeji Radoněžskému, kde se stal jeho žákem. Později s jeho požehnáním odešel Abrahám do Galičského knížectví, zakládat nové monastýry. Založil čtyři monastýry v Čuchlomě a v galičském regionu Kostromy. V 18. století byly všechny tyto monastýry mimo Gorodeckého zrušeny a staly se farními kostely.
Zemřel v Gorodeckém monastýru. V letech 1608-1631 byl nad jeho ostatky postaven velký kamenný chrám.
V Ruské pravoslavné církvi je uctíván jako světec. Jeho svátek se slaví 20. července.